# Niels De Ridder
Niels De Ridder (* 7. Februar 2001 in Brasschaat) ist ein belgischer Basketballspieler.

## Werdegang
Im Nachwuchsbereich spielte De Ridder für die Vereine Ticino Merksem und Cobras Schoten-Brasschaat, dann ab 2012 in der Jugend der Antwerp Giants. 2019 und 2020 gewann er mit der Herrenmannschaft der Antwerpener den belgischen Pokalwettbewerb. 2022 wechselte er zu den Kortrijk Spurs. In der Saison 2024/25 wurde er als bester belgischer Spieler der BNXT-Liga ausgezeichnet.

### Nationalmannschaft
De Ridder wurde wie sein Bruder Thijs belgischer Nationalspieler.